# Тарутинский район
Тарутинский район (укр. Тарутинський район) — бывшая административная единица на юго-западе Одесской области Украины. 
Административный центр — пгт Тарутино (в настоящее время — Бессарабское).
Район ликвидирован 17 июля 2020 года в рамках административно-территориальной реформы на Украине.

## География
По территории района протекает река Киргиж-Китай, Алияга, Когильник, Чага, Анчокрак. Вблизи села Лесное расположен ботанический Староманзырский заказник.

## Демография
На территории района проживают украинцы, русские, молдаване, болгары, гагаузы, немцы, евреи.

## Административное устройство
Количество советов:
- поселковых — 4
- сельских — 23

Количество населённых пунктов:
- посёлков городского типа — 4

пгт. Березино
пгт. Бородино
пгт. Серпневое
пгт. Тарутино
- сёл — 48

## Достопримечательности
- Бородинский клад (начало второй половины II тыс. до н. э.)